# Louis-Antoine Ranvier

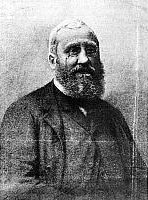
Louis-Antoine Ranvier

Louis-Antoine Ranvier (* 2. Oktober 1835 in Lyon; † 22. März 1922 in Vendranges/Département Loire) war ein französischer Anatom und verband die Histologie mit experimenteller Physiologie.

## Leben
Ranvier war der Sohn eines Geschäftsmannes und studierte in Lyon Medizin. Er erwarb 1865 den Titel eines Doktors der Medizin. Zusammen mit Victor André Cornil (1837–1908) gründete er ein kleines privates Laboratorium, in dem sie einen Histologiekurs für Medizinstudenten anboten. Beide verfassten auch ein Lehrbuch zur Pathohistologie.
1867 wurde er Assistent und Präparator bei Claude Bernard am Collège de France. 1875 bekam er an ebendieser Hochschule den Lehrstuhl für Allgemeine Anatomie. 1897 gründete er mit Édouard-Gérard Balbiani (1823–1899) die Zeitschrift Archives d'anatomie microscopique. 1900 wurde er emeritiert.
1882 wurde er zum korrespondierenden Mitglied der Russischen Akademie der Wissenschaften in Sankt Petersburg und 1887 zum Mitglied der Académie des sciences gewählt.
Ranvier fand 1878 heraus, dass das 1854 von Rudolf Virchow entdeckte Myelin eine lipidreiche, isolierende Hülle bildet, welche die Nervenfasern umwickelt. Die von Ranvier 1871 entdeckten ringförmigen Einschnürungen bzw. Nerveneinschnürungen sind nach ihm benannt (Ranvier-Schnürring). Die Myelinscheide ermöglicht die sogenannte Saltatorische Erregungsleitung in Nerven.

## Schriften (Auswahl)
- mit Victor André Cornil: Manuel d’histologie pathologique. Vol. 1. Nabu Press, 2010, ISBN 978-1-143-88201-2 (französisch, Erstausgabe:  Paris  1869).
- mit Victor André Cornil: Manuel d’histologie pathologique. Vol. 2. Nabu Press, 2010, ISBN 978-1-174-37026-7 (französisch, Erstausgabe:  Paris  1869).
- Libraire F. Savy (Hrsg.): Traité technique d’histologie. Avec gravures dans le texte. Paris, OCLC 23423838 (französisch, Internet Archive [abgerufen am 4. Oktober 2011] 1875–1882).
- Leçons sur l’histologie du système nerveux. Paris 1878.
- Leçons d’anatomie generale sur le système musculaire. Paris 1880.
- Exposé des titres et des travaux de M. L. Ranvier. Paris 1885.